# Dcera
Dcera é um curta-metragem de animação tcheco de 2019 dirigido por Daria Kashcheeva. Como reconhecimento, foi indicado ao Oscar 2020 na categoria de Melhor Curta-metragem de Animação.